# لي سامين ديس دامس 2015
لي سامين ديس دامس 2015 (بالإنجليزية: 2015 Le Samyn des Dames)‏ هو سباق دراجات هوائية، وهو الموسم رقم 4 من السباق، وأقيم في 4 مارس 2015، وامتدّ لمسافة 112 كيلومتر، وهو أحد سباقات سباق الدراجات على الطريق للنساء 2015 ‏، وهو من نوع 1.2، وهو من نوع سباق الدراجات، وقد شارك في السباق 172 متسابقاً ووصل إلى نهايته 106 متسابقاً.
فاز فيه بالمركز الأول شانتال بلاك، وبالمركز الثاني أنا فان دير بريغين، وبالمركز الثالث إيما جوهانسون.

## الفائزون
| الترتيب | الفائز             |
| ------- | ------------------ |
| الفائز  | شانتال بلاك        |
| الثاني  | أنا فان دير بريغين |
| الثالث  | إيما جوهانسون      |

## وصلات خارجية
- لمحة عن سباق لي سامين ديس دامس 2015 على موقع  ProCyclingStats   (برو  سايكلنج  ستاتس) - إحصاءات  محترفي  الدراجات.
- لي سامين ديس دامس 2015 على موقع إحصائيات الدراجات الإحترافية (الإنجليزية)